# Miho-jinja

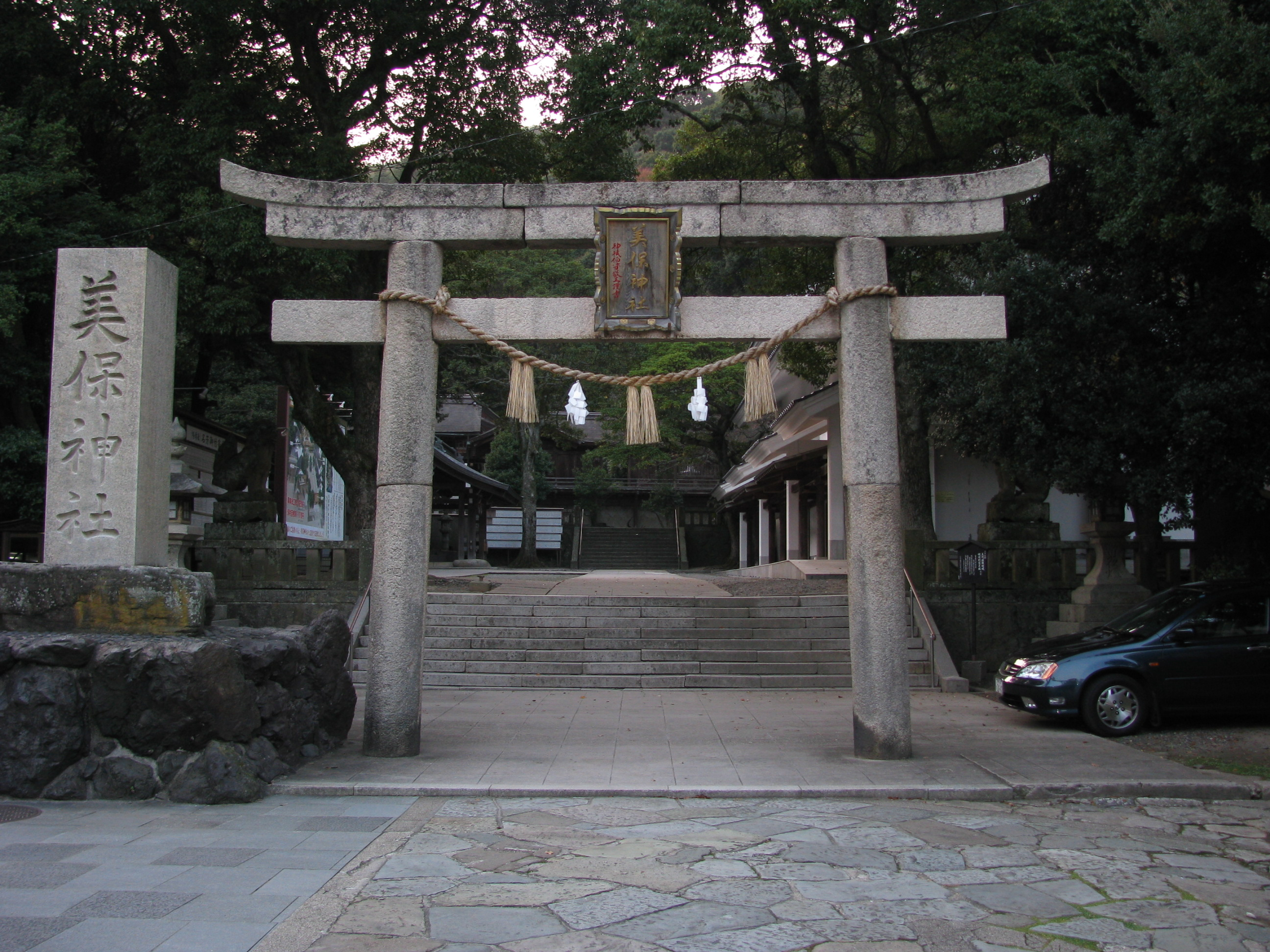
Torii du sanctuaire Miho-jinja.

Miho-jinja (美保神社) est un sanctuaire shinto situé dans la commune de Matsue, dans le village portuaire de Mihonoseki, préfecture de Shimane, sud-ouest du Japon. 
Le sanctuaire vénère Kotoshiro-nushi, fils du kami Ōkuninushi qui fut assimilé durant le Moyen Âge à Ebisu, le dieu de la mer et de la navigation, des marchands, de la musique et de la danse. Y est également vénérée la mère de celui-ci, la déesse Mihotsu-hime.
Miho-jinja est à la tête des 3 385 sanctuaires vénérant Ebisu à travers le Japon. C'est un des dieux les plus importants du panthéon shintoïste.

## Histoire
Le sanctuaire, cité sous le nom « Kamigi-kansha » dans le recueil Izumo-no-kuni fudoki écrit en 733, était à l'époque placé sous la protection de la famille impériale, laissant supposer qu'il fut établi bien antérieurement.
L'actuel bâtiment haiden, où les visiteurs effectuent leurs prières, a été construit au début de l'ère Shôwa. L'actuel  bâtiment honden du sanctuaire remonte lui à 1813 et fut désigné bien culturel important en 1982. 
De type architectural Miho-zukuri, le sanctuaire a la particularité d'être constitué de deux édifices de types taisha reliés entre eux : celui de gauche abrite le dieu Ebisu/Kotoshiro-nushi, tandis que celui de droite abrite sa mère Mihotsu-hime (la princesse Mihotsu), qui a donné son nom à la localité.
Le type de construction taisha-zukuri (littéralement « grand sanctuaire ») tient son nom du Izumo-taisha, l'un des plus importants sanctuaires du Japon, situé à l'ouest de l'autre côté de la péninsule de Shimane. Les deux sanctuaires sont en fait reliés de par leurs histoires et notamment le « mythe de la cession du pays » (Kuni-yuzuri shinwa) visible dans les recueils du Kojiki et du Nihon Shoki. Pour l'anecdote, il existe également une course de 100 km courue tous les ans et reliant les deux sanctuaires séparés de 60 km à vol d'oiseau. Célébré au grand sanctuaire d'Izumo Taisha, Ôkuninushi est, dans le culte populaire, assimilé à Daikoku (ou Daikokuten), l'une des Sept Divinités du Bonheur (七福神, Shichi Fukujin).
Le sanctuaire possède également dans sa salle des trésors une importante collection d'instruments de musique qui ont été donnés en offrande au dieu de la musique. Parmi eux, huit cent quarante-six objets sont classés « bien matériel folklorique important ».

## Évènements religieux
Le sanctuaire Miho est le centre de deux importants évènements religieux, tous deux liés au mythe de la « cession du pays » (国譲り神話, Kuni-yuzuri shinwa).

### Le rituelAofushigaki
Ayant lieu tous les 7 avril, ce rituel met en scène le départ du dieu Kotoshiro-nushi, lorsque celui décida de se retirer du monde visible après avoir accepté la demande de l'émissaire céleste envoyé à sa rencontre pour lui demander de céder le pays aux dieux du ciel. Aofushigaki désigne littéralement en japonais la « barrière de taillis vert » dont Kotoshiro-nushi entoura son bateau afin de se cacher et de disparaître dans la mer.
Le rituel consiste en deux embarcations décorées à la manière de ce que le dieu Kotoshiro-nushi aurait pu faire. Les deux bateaux vont ensuite symboliquement s'avancer dans le port, accompagnés d'un autre bateau sur lequel jouent des musiciens, au son de flûtes et de tambours.

### Le rituelMorotabune
Se tenant tous les 3 décembre, ce rituel consiste en la mise en scène de la venue des émissaires célestes envoyés à la rencontre de Kotoshiro-nushi, après que son père, Ôkuninushi, qui rencontra les émissaires sur la plage Inasa-ga-hama à Izumo, leur ait dit d'aller demander l'avis de son fils à l'autre bout de la péninsule de Shimane. L’événement, beaucoup plus dynamique que le rituel Aofushigaki, consiste en une course de deux barques dans le port à la fin de laquelle les rameurs s'éclaboussent énergiquement pour se purifier.
Aujourd'hui constituées de deux troncs évidés réunis entre eux, les pirogues n'étaient fait à l'origine que d'un seul et unique rondin (pirogue monoxyle). Deux de ces pirogues sont conservées dans l'enceinte du sanctuaire et classées « bien culturel national important ».